# Silmara Chinellato
Silmara Juny de Abreu Chinellato é uma jurista brasileira. É professora titular de direito civil e direito autoral da Faculdade de Direito da Universidade de São Paulo.

## Carreira
Silmara Chinellato formou-se em direito pela Faculdade de Direito da Universidade de São Paulo em 1971. Ali também obteve seu doutorado em 1983 com a tese Tutela civil do nascituro, e sua livre-docência em 2001 com a tese Reprodução humana assistida: aspectos civis e bioéticos.
Foi procuradora do Município de São Paulo de 1977 a 1980, e procuradora do Estado de São Paulo de 1980 a 1995.
Ingressou como professora da Faculdade de Direito da Universidade de São Paulo em 1986.
Em 2008 defendeu a tese "Direito de autor e direitos da personalidade: reflexões à luz do código civil", logrando obter aprovação e consequentemente o título de Professora Titular da Faculdade de Direito da Universidade de São Paulo. Além de sua produção acadêmica, é autora de diversos artigos científicos publicados em revistas especializadas ou como capítulos de livros. 

## Obras
Selecionadas
- Tutela civil do nascituro. São Paulo: Saraiva, 2000
- Do nome da mulher casada : direito de família e direitos da personalidade. Rio de Janeiro: Forense Universitária, 2001
- Comentários ao Código Civil: direito de família: arts.1.591 a 1.710. São Paulo: Saraiva, 2004